# Cockerill i-X
Cockerill i-X — бронеавтомобіль, розроблений та виготовлений бельгійською компанією Cockerill.
Він також оснащений вбудованим штучним інтелектом, розумним шоломом, який надається водієві/екіпажу для роботи з камерами/камерами нічного баченням/тепловізором, LWS і різними пристроями виявлення/розвідки/відстеження цілі.
i-X був публічно представлений Всесвітньому оборонному салоні в Ер-Ріяді, Саудівська Аравія, у березні 2022 року.
21 лютого 2023 року на Міжнародній оборонній виставці в Абу-Дабі компанії Cockerill і Nimr оголосили про угоду про співпрацю для виведення i-X на світовий ринок.